# Антонова (Кудымкарский район)
Антонова — деревня в Кудымкарском районе Пермского края. Входила в состав Верх-Иньвенского сельского поселения. Располагается юго-западнее от города Кудымкара. Расстояние до районного центра составляет 35 км. По данным Всероссийской переписи населения 2010 года, в деревне проживало 19 человек (8 мужчин и 11 женщин).

## История
По данным на 1 июля 1963 года, в деревне проживало 78 человек. Населённый пункт входил в состав Деминского сельсовета.